# 이유상
이유상(1946년 ~ 2024년 3월 18일)은 대한민국의 언론인이다.

## 학력
- 고려대학교 (경영학 / 석사)

## 약력
- 매경미디어그룹 부회장
- 한국신문협회 기조협의회 이사가

## 생애
그는 1973년 매일경제신문 기획실에 입사해 기획실장, 경영담당 전무이사, 부사장을 거쳐 2012년부터 10년간 부회장직을 지냈다. 매경에서 50년간 근무한 그는 매경이 저명한 경제신문으로 성장하는 데 큰 역할을 했다.

### 사망
2024년 3월 18일 사망했다. 향년 77세.